# Til Danmark over de store Broer
|  | Denne artikel er oprettet af botten Steenthbot ud fra en ekstern database. Den kan derfor have sproglige fejl eller mangler. Denne skabelon kan fjernes efter kontrol af indholdet. |

Til Danmark over de store Broer er en dansk dokumentarfilm fra 1936 instrueret af A.W. Sandberg.

## Handling
En præsentation af Paris, rejsen over Köln, Hamburg, Kiel og Lillebælt til København, hvor man ser hovedstadens største attraktioner. Genbrug af materiale af PHs Danmarksfilmen.